# SMS Kolberg
Az SMS Kolberg a Német Császári Haditengerészet egyik Kolberg-osztályú könnyűcirkálója – korabeli német terminológia szerint kiscirkálója –, osztályának névadó egysége volt. Testvérhajói a Mainz, a Cöln és az Augsburg voltak. A Schichauwerke építette meg Danzigban 1908 és 1910 között, szolgálatba állításakor a Nyílttengeri Flotta kötelékébe került. Fő fegyverzetét 12 darab 10,5 cm-es űrméretű ágyú alkotta és 26,3 csomós csúcssebesség elérésére volt képes.
A cirkáló több a brit flottával való összecsapásban vett részt az első világháborúban, közte a scarborough-i rajtaütésben 1914 decemberében, majd a doggerbanki csatában egy hónappal később. Két alkalommal részt vett az orosz flotta elleni hadműveletekben, először a Rigai-öbölben vívott csatában, majd az Albion hadműveletben 1917 novemberében. A háború után hadizsákmányként Franciaországnak juttatták oda, ahol a Colmar nevet kapta. 1924-ben Ázsiába helyezték át, majd 1927-ben kivonták a hadrendből és két évvel később lebontották.

## Műszaki leírás
A Kolberg teljes hossza 130,5 m, legnagyobb szélessége 14 m, legnagyobb merülése 5,58 m, vízkiszorítása 4915 t volt teljes terhelés mellett. Két pár Melms & Pfenniger gőzturbinája négy hajócsavart forgatott meg. A turbinákat tizenöt széntüzelésű kazán látta el gőzzel. A hajtóművek tervezett teljesítménye 19 000 le volt, de a próbajáratokon 30 400 le leadására volt képes, amivel 26,3 csomós sebesség elérésére volt képes. 970 t szenet tudott magával szállítani, ami révén a hatótávolsága 3250 tengeri mérföld (6020 km) volt 14 csomós sebesség mellett. Alapszemélyzetét 18 tiszt és 349 sorállományú adta.
A hajót 12 darab 10,5 cm-es SK L/45 gyorstüzelő ágyúval szerelték fel, melyek önálló lövegtalpakon kaptak helyet. Kettő egymás mellett volt elhelyezve a hajó elején, nyolc volt elhelyezve a hajó közepén (négy-négy mindkét oldalon) és kettő egymás mellett a hajó hátsó részén. Ezen ágyúk lőtávolsága 12 700 m volt és 1800 lövedéket tudtak elhelyezni a lőszerraktárakban számukra, így minden ágyúra átlagban 150 jutott. Ezeket az ágyúkat 1916-17 folyamán hat 15 cm űrméretű (L/45) lövegre cserélték. Légvédelmi tüzérségét négy darab 5,2 cm-es SK L/55 gyorstüzelő ágyú alkotta, melyekhez 2000 darab lőszer állt raktáron. 1918-ban ezeket 8,8 cm-es (L/45) lövegekre cserélték. Két vízvonal alatt beépített 45 cm-es torpedóvető csővel rendelkezett, amiken felül 1918-ban még két 50 cm-es űrméretűt kapott, melyeket a fedélzetén helyeztek el. Alkalmas volt 100 darab akna szállítására.
A hajó fedélzetének páncélvastagsága a legvastagabb részen 40 mm-es volt. A parancsnoki torony páncélja 100 mm-es vastagságú volt, a lövegpajzsoké 50 mm.

## Szolgálata

### A világháború előtt
A Kolberget Ersatz Greif néven rendelték meg a szolgálatból való kivonás előtt álló Greif aviso-hajó pótlására. A megépítésével a danzigi Schichau-Werke hajógyárat bízták meg 1907. augusztus 24-én. A gerincét 1908. január 15-én fektették le, ami után az építése gyors ütemben haladt és november 14-én az elkészült hajótestet már vízre is bocsátották. A vízrebocsátásakor Kolberg város főpolgármestere, Dr. Schmieder végezte a keresztelését. A felszerelése további húsz hónapot vett igénybe, ami után 1910 elején végezhette el a gyártó a próbajáratait. Az elkészült hajót a haditengerészet 1910. június 21-én vette át, az ez utáni próbajáratait kétszer is el kellett halasztani megfelelő létszámú legénység hiányában. A próbajáratai során felkereste a névadó városát 1911. április 30-án, majd június 5-8. között ismételten. Június 13-án nyilvánították aktív szolgálatra alkalmasnak.
Június 15-én a Kolberg Danzigból Kielbe hajózott, ahol csatlakozott a Nyílttengeri Flotta felderítő erőihez, átvéve a külhoni szolgálatra küldött Königsberg helyét, melynek eddigi parancsnoka, Paul Heinrich fregattkapitány és legénységének egy része a Kolbergre került. Ezután Vilmos császár jachtját, a Hohenzollern II-t kísérte egy az Elba torkolatában megrendezett regattára, majd innen a norvégiai Bergenbe és Balestrandba tett látogatásra. Innen augusztus 2-án érkezett vissza Kielbe, majd öt nappal később csatlakozott az alakulatához a Kattegatban, ahol az éves hadgyakorlatot megtartották. A gyakorlatok szeptemberi végeztével a Ferenc Ferdinánd osztrák-magyar főherceg tiszteletére a Swinemünde előtti vizeken megtartott flottaszemlén vett részt. A Kolberg ezután az időszakos karbantartásain esett át, ami miatt nem tudott részt venni a flotta éves norvégiai cirkálóútján.
A Kolberg az 1912-es évet az Északi-tengeren végzett gyakorlatozással kezdte februárban. Márciusban ismét a Hohenzollernt kísérte egy külföldi útra. A két hajó március 5-én hagyta el Kielt a Földközi-tenger felé. Március 11-12-én megálltak Gibraltárban, mielőtt folytatták volna az útjukat Velencébe, ahova március 17-én érkeztek meg. Ezután kezdték meg a mediterrán körútjukat, ami március 26-tól május 10-ig tartott. Ezen időszak alatt a Kolberg Korfu szigetétől Brindisibe hajózott április 11-én megérkezve oda, ahol Theobald von Bethmann-Hollweg kancellár érkezett a fedélzetére, hogy Korfuba vigye, majd onnan visszavigye Brindisibe. A Kolberg Genova kikötőjében horgonyzott május 12-én, mikor visszarendelték Németországba. Hazaúton május 16-17-én megállt Vigónál, onnan továbbhaladva május 23-án érkezett meg Helgolandhoz, ahol csatlakozott a Nyílttengeri Flottához. Június 23. és július 9. között átmenetileg az I. felderítőcsoport (Aufklärungsgruppe I) zászlóshajója volt, míg a von der Tann javítás alatt állt és az újonnan elkészült Moltke csatacirkáló még nem lépett szolgálatba. Az év hátralévő részét a békeidőknek megfelelő gyakorlatozással és rutinszerű cirkálóutakkal töltötte az Északi- és a Balti-tengeren. Hasonlóan telt az 1913-as év és 1914 első fele. A Kolberg ezen szolgálati ideje rendkívüli események nélkül zajlott, leszámítva egy utat, melynek során a Vilmos császárt szállító Vaterland HAPAG-óceánjárót kísérte annak norvégiai kikötőket felkereső útján 1913 júliusában.

### Első világháború

#### Északi-tengeri hadműveletek
Az első világháború kitörésekor a Kolberg a II. felderítőcsoport többi egységével azt a feladatot kapta, hogy Németország északi partjainál biztosítsa az ellenséges hajók után kutatva járőröző rombolókat. Augusztus 17-18-án a Kolberg a Straßburg és a Stralsund könnyűcirkálókkal együtt a Széles Tizennégyesekig hajózott el, de brit hajókkal nem találkoztak.
A Kolberg augusztus 28-án reggel az Ems folyó torkolatában állomásozva észlelte a német őrjáratok ellen intézett brit rajtaütés ágyútüzét. A Stralsund és a Danzig könnyűcirkálókkal azonnal a megtámadott rombolók segítségére indultak, de túl későn érkeztek a helyszínre ahhoz, hogy a harcokban részt vehessenek. A Kolberg megközelítette a lángokban álló Ariadne cirkálót és fedélzetére vette a túlélőit mielőtt elsüllyedt volna. Ebben a csatában veszett oda két testvérhajója is, a Mainz és a Cöln. Az első jelentésekben tévesen szerepelt az az információ, hogy a Kolberg elsüllyedt volna a helgolandi csatában, mivel nem egyenesen Wilhelmshavenbe hajózott, ahova várták, hanem megállt Helgolandon a súlyos sebesülteket itt partra tenni. Szeptember 9-én az Albatross és a Nautilus aknarakó cirkálókat és a Kaiser segédaknarakót biztosította mikor azok az "Alpha" aknamezőt telepítették a Német-öböl nyugati felén. A Nautilust ismét elkísérte október 16-18-án, mikor az a Firth of Forth előtt kellett volna offenzív aknamezőt létesítenie, de a rádióforgalom alapján a Dogger-padnál észlelt ellenséges jelenlét miatt a németeknek meg kellett szakítaniuk ezt a hadműveletet.
Novembertől kezdődően a német flotta Anglia keleti partjai ellen intézett támadássorozatot abban a reményben, hogy a britek fő erejét, a Grand Fleet egy kisebb egységét elő tudja csalogatni és a zömtől elvágva a Nyílttengeri Flotta meg tudja azt semmisíteni. A Kolberg részt vett az első ilyen vállalkozásban, a november 2-4. között végrehajtott yarmouthi rajtaütésben, ahol a Franz Hipper ellentengernagy vezette I. felderítőcsoport csatacirkálóit (nagycirkálóit) támogatta. A hadművelet alatt fedezte a Stralsundot, mely aknákat telepített a partok közelében. Az ezt követő hadművelet, a Scarborough, Hartlepool és Whitby elleni rajtaütés során a Kolberg is 100 aknát vitt magával, amiket Filey Brigg előtt telepített, miközben a csatacirkálók a brit kikötőket vették tűz alá. Hipper a rossz időjárás miatt a többi könnyűcirkálóját nem rendelte a partok közelébe, hanem visszaküldte őket a távolból biztosító Nyílttengeri Flotta zöméhez. A Kolberg a csatacirkálókhoz csatlakozva indult vissza a bevetésről. Az erős hullámverés okozott kisebb károkat a hajóban, ami miatt december 16-tól 1915. január 6-ig javításra szorult.

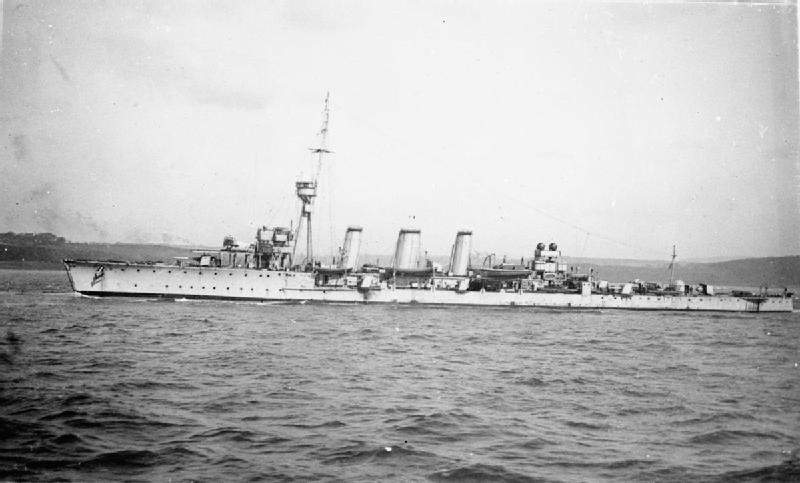
HMS Aurora

Egy bő hónappal később, 1915. január 24-én részt vett a doggerbanki csatában. Az összecsapás a Kolberg és a brit Aurora cirkáló 08:10 körüli találkozásával vette kezdetét. A két cirkáló tüzet nyitott egymásra, ami ide vonzotta mindkét oldalról a csatacirkálókat. A Kolberg negyedóra alatt három találatot ért el az Aurorán és közben két találatot szenvedett el tőle. Az egyik a vízvonal alatt, a másik afelett érte, legénységéből ketten estek el és ketten sebesültek meg. Január 26-án Karl von Restorff sorhajókapitány, a rombolók II. vezetője (II. Führer der Torpedoboote) tette meg vezérhajójává. 1915 hátralévő részében részt vett a flotta Hugo von Pohl tengernagy által vezetett, korlátozott távolságokra végrehajtott előretöréseiben és a Német-öbölben végzett őrjáratokban.

#### Balti-tengeri hadműveletek
1915 augusztusában a Kolberget a Nyílttengeri Flotta nagy részével együtt átirányították a Balti-tengerre. A Rigai-öbölben végrehajtott előretörés során a Kolberg a csatacirkálók biztosításában vett részt három és fél rombolóflottilla vezérhajójaként. Augusztus 10-én azt a feladatot kapta, hogy vegye tűz alá az Utö szigetén lévő orosz tüzérségi ütegeket és Hanko kikötőjét Finnország déli részén. A célpontok lövetése közben orosz rombolók futottak ki a Kolberg elfogására. A kibontakozó összecsapás hírére Hipper a von der Tannt küldte a megsegítésére. A térségből befutó számos tengeralattjáróészlelés hatására a németek a visszavonulás mellett döntöttek. Pár nappal később, augusztus 13-14-én a Kolberg jelen volt az Irbe-szorosnál, a Rigai-öböl déli bejáratánál, mikor orosz rombolók és partvédelmi ágyúk intéztek ellene támadást. Augusztus 15-én vagy 16-án egy orosz tengeralattjáró kilőtt egy torpedót rá, ami azonban célt tévesztett.
Augusztus 21-én rövid időre visszatért az Északi-tengerre, ahol ismét őrjáratokat teljesített. Szeptember 11-12-én a flotta többi egységével a Swarte-padnál aknamezőt létesítő aknarakókat biztosította. Az október 23-24-én végrehajtott hadműveletről karbantartások elvégzése miatt távol maradt, ekkor Restorff a Graudenz könnyűcirkálón húzta fel a zászlaját. November 12-én Max Köthner sorhajókapitány váltotta Restorffot.
1916 januárjában ismét átirányították a Balti-tengerre, ahol februárban gyakorlatokat tartott, majd február 27-én Libauba hajózott, ahol az Elbinget váltotta az újonnan (1916. január 15.) felállított VI. felderítőcsoport zászlóshajójaként. Hugo Langemak sorhajókapitány (Kommodore) a Kolberget tette meg vezérhajójává, de ebben a minőségben már szeptember 12-én a Straßburg váltotta. 1916-ra a Balti-tengeren patthelyzet állt be, mivel egyik fél sem kívánta harcra kényszeríteni a másikat, ehelyett inkább igyekeztek aknamezők létesítésével akadályozni a másik mozgását. Emiatt a Kolberg főként járőrözéséket teljesített és az aknarakókat biztosította leggyakrabban a Straßburg és az Augsburg cirkálókkal, a V 100 jelzésű rombolóval, valamint a VIII. és X. rombolóflottillákkal teljesítve a küldetéseit. Szeptember 12. és 15. között az immár ellentengernagyi rangban lévő Langemak a Rigai-öbölbe próbált betörni, hogy elpusztítsa az orosz Szlava pre-dreadnought csatahajót, de az öbölbe nem sikerült bejutnia.
A Kolberget ezután Windauba helyezték át, Langemak pedig az Augsburgra szállt át. November 11-én a Kolberg visszatért Libauba és egy hónappal később, december 12-én Kielbe érkezett, hogy a Kaiserliche Werft hajógyárban modernizálják. A munkálatok december 16-tól 1917. május 11-ig tartottak és ezek során átépítették a parancsnoki hídját, ami nagyban megváltoztatta a sziluettjét, felszereltek rá két 50 cm űrméretű torpedóvető csövet, a 10,5 cm-es lövegeit pedig 15 cm-esekre cserélték. Kielt június 7-én hagyta el és négy nappal később csatlakozott az egységéhez Libauban. Langemak vezérhajója a július 18. és 23. közötti pár napban ismét a Kolberg volt, majd visszatért az Augsburgra.

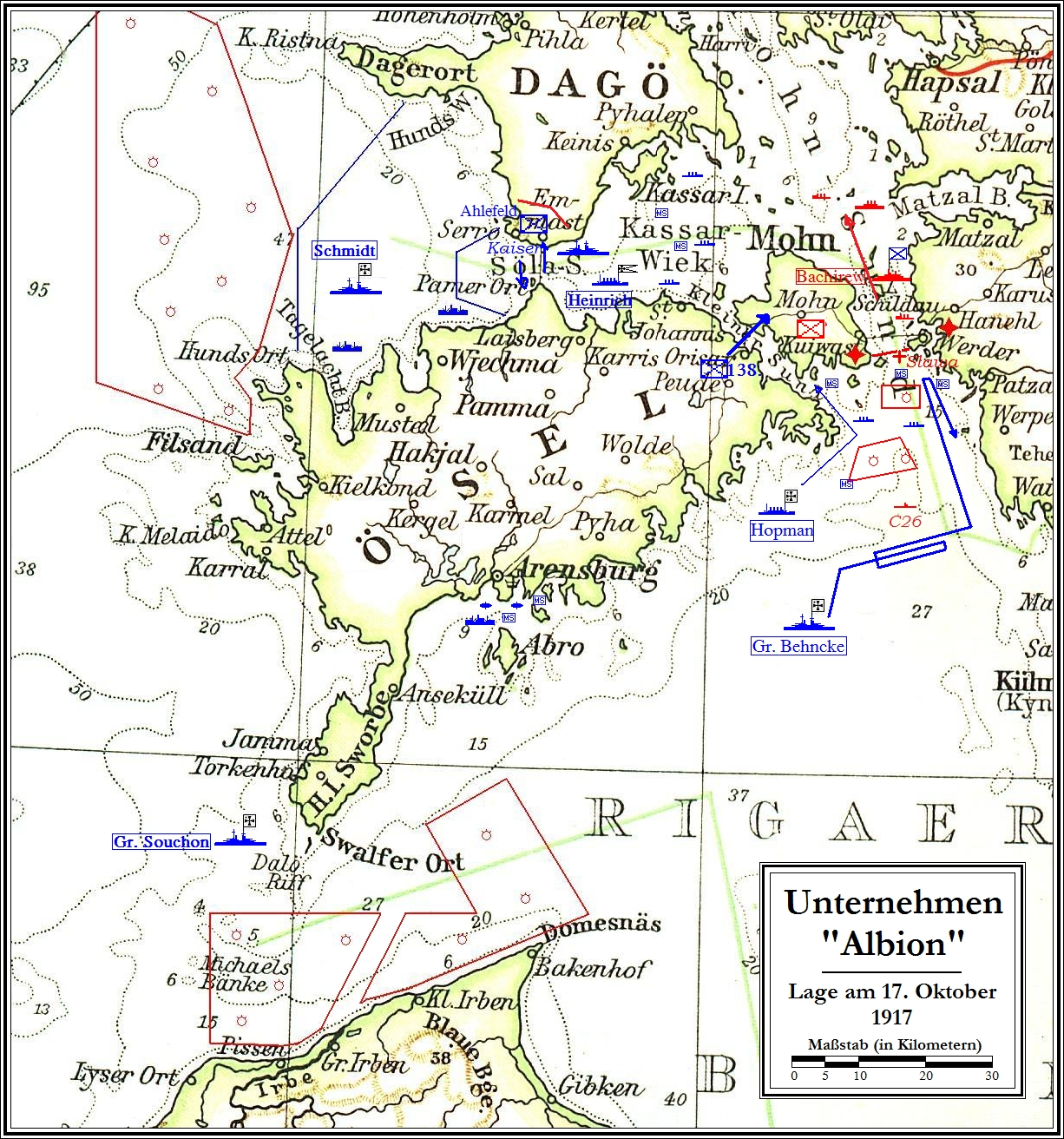
Az Albion hadművelet hadmozdulatai

Az 1917-es év nagy része eseménytelenül telt a Kolberg számára egészen addig, mígnem a Nyílttengeri Flotta nagy részét át nem irányították a Balti-tengerre a Rigai-öböl megszerzését célzó Albion hadművelet támogatására. Riga városát előző hónapban foglalta el a német hadsereg. A Kolberg a hadművelet alatt a Langemakot 1916 decemberében váltó Albert Hopman altengernagy zászlóshajója volt. Október 14-én 06:00-kor a Kolberg, a Straßburg, az Augsburg könnyűcirkálók és a régi építésű Blitz aviso-hajó rombolók és aknakeresők kíséretében futottak ki Libauból. A kötelék az Irbe-szoroson át behatolt a Rigai-öbölbe, hogy megtisztítsák az annak bejáratánál lévő aknamezőt. Eközben 30,5 cm űrméretű orosz partvédelmi lövegek nyitottak rájuk tüzet, ami átmenetileg visszavonulásra kényszerítette őket. 08:45-re horgonyt vetettek a Mikailovsk-homokpadon és az aknaszedők hozzáláttak egy folyosó megtisztításának az aknamezőben.
Két nappal később a Straßburg és a Kolberg csatlakozott a König és a Kronprinz csatahajókhoz egy az öbölben végrehajtott hadműveletben. A kibontakozó moonsundi csata során a dreadnought csatahajók megsemmisítették a Szlava csatahajót és a Grazsdanin csatahajót az öböl elhagyására kényszerítették. Később a nap folyamán a Kolberg behajózott az öbölbe és 13:35-től lőni kezdte a Moon szigetén Woi mellett lévő orosz partvédelmi üteget 10 perc hosszan. Az orosz ágyúk kezelőinek nagy része elmenekült és nem viszonozták a tüzet, így a Kolberg felhagyott a lövetéssel, majd 14:25-kor a Straßburggal együtt kikötött a Kleiner Sundban. Egy 40 főből álló csoportot állítottak össze a Woinál lévő orosz ágyúk elfoglalására és az alakulatot 15:45-kor tették partra. 17:30-ra a csoport elfoglalta az ágyúkat és használhatatlanná tette őket. Másnap a Kolberg az Ösel és Muhu szigeteken harcoló német csapatokat támogatta tüzérségével. Október 19-én behajózott a Moon-szorosba és a Szlava roncsa mellett elhaladva ért Schildau szigetéhez. November 4-én a Kolberg Arensburgból Windauba hajózott, ahol Lipót bajor királyi herceg, a keleti front német erőinek főparancsnoka (Ober Ost) szállt a fedélzetére. A herceget Arensburgba vitte, majd onnan november 11-én visszahozta Windauba. Innen a cirkáló Libauba hajózott tovább, hogy visszavegye a fedélzetére Hopmant.
December 7-én Ludolf von Uslar ellentengernagy váltotta Hopmant, aki aznap szintén a Kolberget tette meg zászlóshajójának, de csak rövid ideig maradhatott a fedélzetén, mivel a cirkálót hamarosan visszahívták Kielbe karbantartási munkálatok elvégzése céljából. December 29-én hagyta el Libaut és a munkálatok 1918. január 1-től március 17-ig eltartottak. Ezen időszak alatt két 8,8 cm űrméretű légvédelmi ágyút kapott. A kieli tartózkodása közben 1917 decemberében Oroszország fegyverszünetet kötött a központi hatalmakkal, ami után a balti-tengeri felderítőcsoportot január 24-én feloszlatták. Helyette egy új parancsnokság jött létre a térségben, melynek vezetője a „Balti-tenger Védelmének Parancsnoka” (Befehlshaber der Sicherung der Ostsee, röviden: BSO) lett és két külön részleg (keleti és nyugati) tartozott alá. A szolgálatba visszatérő Kolberg a nyugati részleg zászlóshajója lett, melyet Hermann Nordmann ellentengernagy vezetett, akit október 28-án Walter von Keyserlink ellentengernagy váltott.
A Kolberget március 28-án a Balti-tengeri Különleges Alakulat ("Sonderverband für der Ostsee") kötelékébe irányították át, aminek az volt a feladata, hogy támogassa a német intervenciót a finn polgárháborúban. A cirkáló részt vett a 14. vadász-zászlóalj Hanko elleni támadásában. Később leváltotta a Rheinland csatahajót, mely az Åland-szigeteknél állomásozott, hogy az ottani német csapatokat támogassa. Itt május 19-ig maradt, mikor a Stralsund váltotta. A Kolberg másnap hagyta el Mariehamnt és indult vissza Kielbe, ahova május 22-én érkezett meg és került vissza a BSO-hoz. Rövid ideig a Kis-Belt vizein járőrözött mielőtt visszatért a Balti-tengerre június 18-án, ahol ismét Uslar zászlóshajója lett. Uslar beosztásának megnevezését eddigre a Balti Vizek Parancsnokára (Befehlshaber der Baltischer Gewässer – BBG) változtatták. A Kolberg a Balti-tengeri Haditengerészeti Állomáshely (Marinestation der Ostsee) parancsnokát, Gustav Bachmann tengernagyot egy Danzigot, Libaut, Windaut, Revalt és Arensburgot érintő útra vitte és Rigában tette végül partra.
Július 3. és 23. között a Kolberg Kielbe hajózott, majd visszatért Libauba. Ezután a Balti-tengeren tett egy utat Reval, Helsinki, Kotka, Hungerburg, Björkösund és Hanko érintésével. Az orosz főváros Szentpétervár elfoglalását célzó Zárkő hadművelet (Unternehmen Schlußstein) során a Friedrich Boedicker altengernagy vezette IV. felderítőcsoporthoz volt beosztva, de a hadműveletet szeptember 5-én lefújták. A Kolberget ezután visszarendelték a BBG-hez és állomáshajóként Helsinkibe küldték. Odaúton megállt Mariehamnban, Jakobstadban és Nikolaistadban. Szeptember 25-én Revalba hajózott, itt parancsot kapott a Kielbe való visszatérésre, ahol ki kellett vonni a szolgálatból. Két nappal később elhagyta a várost és szeptember 29-én érkezett meg Kielbe. Október 2. és 5. között a legénységének egy részét a Krímre irányították az ottani haditengerészeti különítményhez. A cirkálót már a háború után, december 17-én vonták ki a szolgálatból. Nem szerepelt az internálásra kijelölt hajók között, így Kielben maradt.

### A francia haditengerészet kötelékében

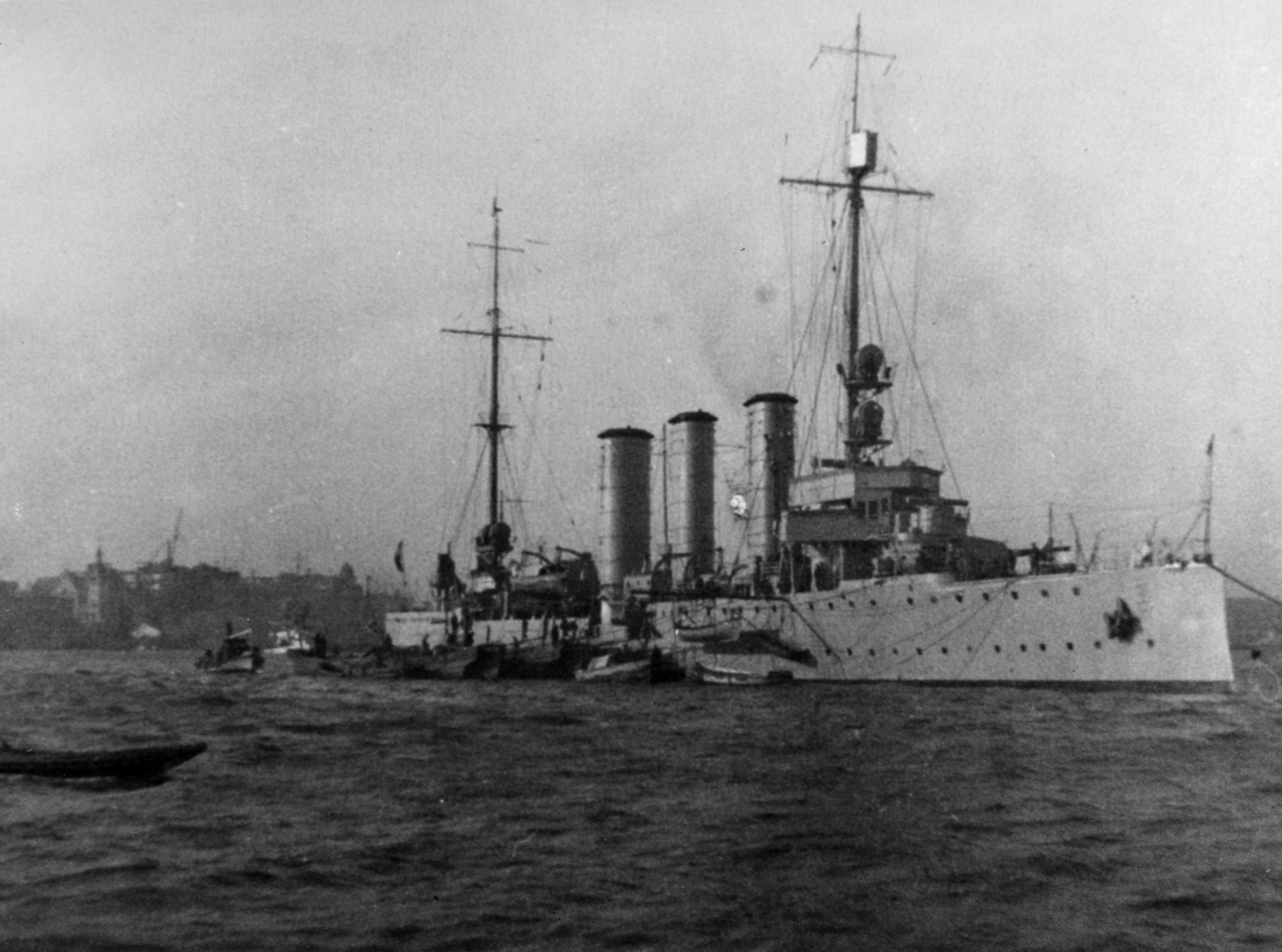
Colmar névvel a Jangce folyami őrjárat részeként

A Kolberget 1919. november 5-én törölték a flotta állományából és a Scapa Flow-ban elsüllyesztett hajók helyett az antantnak kiszolgáltatandók között került Cherbourgba 1920. április 28-án "W" megjelöléssel. A francia haditengerészet állományába 1922-ben vették fel Colmar névvel. A franciák nem hajtottak rajta végre jelentősebb módosításokat, a legjelentősebb változtatás az volt, hogy a 8,8 cm-es lövegeit 7,5 cm-esekre cserélték. Ezek az ágyúk a módosított hátsó felépítmény tetejére kerültek. Amint ezzel a módosítással végeztek, próbajáratokra küldték, melyek csaknem egy éven át eltartottak. 1922-ben Francia-Indokína vizeire küldték gyarmati szolgálatra, ami három éven át tartott. 1922. június 19-én hagyta el Franciaországot és szeptember 7-én érkezett meg a gyarmatra. Megérkezésekor a Montcalm páncélos cirkálót váltotta a Távol-keleti Haditengerészeti Divízió (Division Navale de l'Extreme Orient) zászlóshajójaként. Az 1923-as nagy kantói földrengéskor Vlagyivosztokban volt, ahonnan a katasztrófa hírére Jokohamába ment segíteni a mentést.
Számos másik cirkáló csatlakozott hozzá a Távol-Keleten, köztük a Jules Michelet, Victor Hugo és Jules Ferry páncélos cirkálók. 1924 szeptemberében Jules Ferryvel hozzájárult egy többnemzetiségű, 1800 fős partraszálló csoport felállításához, melynek feladata a Sanghajban kitörő erőszakos cselekedetek megfékezése volt. Novemberben visszarendelték Franciaországba, ahova 1925. február 11-én érkezett meg. Ezután már csak pár hónapig volt a flotta aktív állományában, mivel novemberben szolgálatra alkalmatlannak nyilvánították és kivonták a szolgálatból. 1926-ban és 1927-ben a többi német építésű német cirkálóhoz szereltek ki belőle alkatrészeket („kannibalizálták”), majd 1927. július 21-én törölték a flotta hajóinak lajstromából. Ezt követően Brestben bontották le.

## Parancsnokok (Császári Haditengerészet)
| 1910. június-szeptember            | Hans von Abeken sorhajókapitány                         |
| 1910. szeptember-október           | Paul Möller sorhajóhadnagy (csökkentett legénységgel)   |
| 1910. október-december             | Max Hahn fregattkapitány/sorhajókapitány                |
| 1911. április-június               | Alexander Erdmann korvettkapitány                       |
| 1911. június – 1912. augusztus     | Paul Heinrich fregattkapitány/sorhajókapitány           |
| 1912. szeptember – 1915. február   | Wilhelm Widenmann fregattkapitány/sorhajókapitány       |
| 1915. március-május                | Ernst Ewers sorhajókapitány                             |
| 1915. május 15. – 1916. február 6. | Max Kühne fregattkapitány/sorhajókapitány               |
| 1915. augusztus-szeptember         | Erich Dolberg sorhajóhadnagy (képviseletben)            |
| 1916. február – 1918. december     | Kurt Frank fregattkapitány/sorhajókapitány              |
| 1918. október                      | Joachim-Eberhard Piernay sorhajóhadnagy (ügyvezetőként) |
| 1918. október-november             | Kurt Hoffmann tartalékos sorhajóhadnagy (ügyvezetőként) |

## Fordítás
- Ez a szócikk részben vagy egészben  a   SMS Kolberg című német Wikipédia-szócikk ezen változatának fordításán alapul.  Az eredeti cikk szerkesztőit annak laptörténete sorolja fel. Ez a jelzés csupán a megfogalmazás eredetét és a szerzői jogokat jelzi, nem szolgál a cikkben szereplő információk forrásmegjelöléseként.
- Ez a szócikk részben vagy egészben  a   SMS Kolberg című angol Wikipédia-szócikk ezen változatának fordításán alapul.  Az eredeti cikk szerkesztőit annak laptörténete sorolja fel. Ez a jelzés csupán a megfogalmazás eredetét és a szerzői jogokat jelzi, nem szolgál a cikkben szereplő információk forrásmegjelöléseként.

## Kapcsolódó olvasmányok
- Spoils of War: The Fate of Enemy Fleets after the Two World Wars. Barnsley: Seaforth Publishing (2020). ISBN 978-1-5267-4198-1
- The Kaiser's Cruisers 1871–1918. Annapolis: Naval Institute Press (2021). ISBN 978-1-68247-745-8